# Acanthochelys macrocephala
Acanthochelys macrocephala е вид влечуго от семейство Chelidae. Видът е почти застрашен от изчезване.

## Разпространение
Видът е разпространен в Аржентина, Боливия, Бразилия и Парагвай.